# Бретт, Оливер, 3-й виконт Ишер
Оливер Сильвен Балиол Бретт, 3-й виконт Ишер (англ. Oliver Sylvain Baliol Brett, 3rd Viscount Esher; 23 марта 1881 — 8 октября 1963) — британский пэр и политик.

## Ранний период жизни
Родился 23 марта 1881 года в Виндзоре, графство Беркшир. Старший сын либерального придворного и политика Реджинальда Бретта, 2-го виконта Ишера (1852—1930), губернатора Виндзорского замка, и Элеоноры Ван де Вейер (1865—1940), дочери бельгийского посла Сильвена Ван де Вейера.
Он получил образование в Итонском колледже.

## Карьера
Он был неоплачиваемым личным секретарем лорда Морли, государственного секретаря Индии, с 1905 по 1910 год. На выборах в январе и декабре 1910 года он безуспешно баллотировался Палату общин в Хантингдоне как либерал. В 1914 году он поступил в 1/16-й (графство Лондон) батальон (королевские Вестминстерские стрелки) и был прикомандирован к военному министерству. За свою военную службу в 1918 году он был назначен членом Ордена Британской империи (военная дивизия).
22 января 1930 года после смерти своего отца Оливер Бретт унаследовал титулы 3-го виконта Ишера из Ишера в графстве Суррей и 3-го барона Ишера из Ишера в графстве Суррей, став членом Палаты лордов Великобритании.
Лорд Ишер был председателем комитета по общим целям Национального фонда в течение 25 лет и его комитета по историческим зданиям с момента его создания в 1934 году . Он также был связан со многими культурными и художественными благотворительными организациями, включая Общество по защите древних зданий, Лондонский музей, Фонд исторических церквей и Old Vic. Он также был членом Королевского литературного общества и почетным членом Королевского института британских архитекторов.
В 1955 году он был произведен в рыцари Большого креста ордена Британской империи «за заслуги в области искусств».

## Личная жизнь
1 октября 1912 года достопочтенный Оливер Бретт женился на американке Антуанетте Хекшер (1884 — 22 июля 1967) в Уинкоме, загородном доме ее родителей в Хантингтоне на Лонг-Айленде в Нью-Йорке . Антуанетта была дочерью немецкого происхождения Августа Хекшера, который сделал свое состояние на добыче цинка в New Jersey Zinc Company, прежде чем заняться бизнесом в сфере недвижимости в Нью-Йорке . Ее бабушкой и дедушкой по отцовской линии были Иоганн Густав Хекшер, немецкий политик, который был министром юстиции во временном немецком правительстве во главе с эрцгерцогом Иоанном Австрийским, и Мария Антуанетта (урожденная Бротиган) Хекшер . После свадьбы пара сначала поселилась в Орчард-Ли, Виндзорский лес , а затем в 1920 году приобрела загородный дом в Уотлингтон-парке в Чилтернсе. У супругов было четверо детей:
- Лайонел Гордон Балиол Бретт, 4-й виконт Ишер (18 июля 1913 — 9 июля 2004), бывший президент Королевского института британских архитекторов.
- Достопочтенная Вирджиния Энн Шарлотта Бретт (18 июня 1916—1990)[8]
- Достопочтенная Нэнси Милдред Глэдис Бретт (28 сентября 1918 — 17 августа 1999), в 1937 году она вышла замуж за дипломата сэра Эвелина Шакбурга, посла Великобритании в Италии[9].
- Достопочтенная Присцилла Леони Хелен Бретт (31 мая 1921 — 2 января 2000), в 1941 году она вышла замуж за сэра Мартина Джерваса Беккета, 2-го баронета.

Лорд Ишер скончался 8 октября 1963 года в возрасте 82 года, ему наследовал его единственный сын Лайонел.